# Cethosia logani
Cethosia logani är en fjärilsart som beskrevs av William Lucas Distant 1881. Cethosia logani ingår i släktet Cethosia och familjen praktfjärilar. Inga underarter finns listade i Catalogue of Life.